# Карімов Роман Леонідович
Роман Леонідович Карімов (рос. Роман Леонидович Каримов) — російський кінорежисер, сценарист і композитор.

## Біографія
Народився в Уфі 20 червня 1984 року. У 2003 він поїхав жити до Лондона, де був продюсером короткометражок BBC і робив кінотрейлери для телеканалів TV3, TV1000 і ZTV. Через два роки повернувся в Росію.
Карімов став режисером трто короткометражок («Оптиміст», «Квартира 29» та «Не хвилюйся!»), працював проморежисером фільму «Платон» і режисером-постановником документального фільму «Професія: гуморист», головну роль в якому зіграв Вадим Галигін.
«Не хвилюйся» виграв приз глядацьких симпатій на фестивалі «Моє кіно», а «Квартира 29» — приз за найкращий ігровий фільм на фестивалі КИНОТЕАТР.doc.
У 2010 був знятий дебютний повнометражний фільм Карімова — комедія «Неадекватні люди». Картина завоювала гран-прі кінофестивалю «Вікно в Європу», що проходив в серпні 2010 року, а також дуже тепло була прийнята російськими кіноглядачами, отримавши безліч позитивних відгуків.
Другий повний метр «Вщент» увійшов до основного конкурсу 22-го кінофестивалю «Кінотавр» в 2011 році.

## Фільмографія

### Режисер
- 2010 — Неадекватні люди

- 2011 — Вщент

- 2013 — Все й одразу

- 2014 — Стартап

- 2017 — Чорна вода

- 2017 — Гуляй, Вася!

- 2017 — Днюха

### Сценарист
- 2010 — Неадекватні люди

- 2011 — Вщент

- 2013 — Все й одразу

- 2017 — Чорна вода

- 2017 — Гуляй, Вася!